# Evorinea madagascarica
Evorinea madagascarica is een keversoort uit de familie spektorren (Dermestidae). De wetenschappelijke naam van de soort werd in 2002 gepubliceerd door Jiří Háva.